# Ronde van Scandinavië 2022
De Ronde van Scandinavië 2022 was de 18e editie van de rittenkoers die voorheen bekend stond als Ladies Tour of Norway. Het was de eerste editie onder de huidige naam, die net als de voorgaande edities deel uitmaakt van de UCI Women's World Tour 2022 en die van 9 tot 14 augustus werd verreden. De ronde ging van start in de Deense hoofdstad Kopenhagen, de tweede etappe werd verreden in Zweden en de laatste vier etappes vonden plaats in Noorwegen. De vorige editie, de Ladies Tour of Norway 2021, werd gewonnen door Annemiek van Vleuten. De eerste Ronde van Scandinavië werd gewonnen door de Deense Cecilie Uttrup Ludwig.

## Deelnemende ploegen
Twaalf van de veertien World Tourploegen namen deel, aangevuld met zes continentale ploegen en de nationale selecties van Denemarken en Noorwegen. Op Jumbo-Visma en Roland Cogeas na, stonden alle ploegen met zes rensters aan de start, wat het totaal op 118 deelnemers bracht.
| UCI World Tour teams                                                                 | UCI World Tour teams                                                             | UCI Continental teams                                                                                        | Nationale selectie   |
| ------------------------------------------------------------------------------------ | -------------------------------------------------------------------------------- | --- | -------------------- |
| BikeExchange Jayco Canyon-SRAM DSM FDJ-Suez-Futuroscope Jumbo-Visma Liv Racing Xstra | Movistar Roland Cogeas Edelweiss Squad SD Worx Trek-Segafredo UAE Team ADQ Uno-X | AG Insurance NXTG Coop-Hitec Products Le Col-Wahoo Parkhotel Valkenburg Plantur-Pura Valcar-Travel & Service | Denemarken Noorwegen |

## Etappe-overzicht
| etappe | datum       | start      | finish    | profiel    | afstand  | winnaar               | klassementsleider     |
| ------ | ----------- | ---------- | --------- | ---------- | -------- | --------------------- | --------------------- |
| 1e     | 9 augustus  | Kopenhagen | Helsingør | Vlakke rit | 147,7 km | Marianne Vos          | Marianne Vos          |
| 2e     | 10 augustus | Orust      | Strömstad | Vlakke rit | 153,4 km | Marianne Vos          | Marianne Vos          |
| 3e     | 11 augustus | Moss       | Sarpsborg | Vlakke rit | 118,8 km | Marianne Vos          | Marianne Vos          |
| 4e     | 12 augustus | Askim      | Mysen     | Heuvelrit  | 127,7 km | Alexandra Manly       | Marianne Vos          |
| 5e     | 13 augustus | Vikersund  | Norefjell | Bergrit    | 132,9 km | Cecilie Uttrup Ludwig | Cecilie Uttrup Ludwig |
| 6e     | 14 augustus | Lillestrøm | Halden    | Vlakke rit | 153,4 km | Marianne Vos          | Cecilie Uttrup Ludwig |

## Etappes

### 1e etappe
| Dinsdag 9 augustus: Kopenhagen - Helsingør (147,7 km) |                  |                         |          |
| Plaats                                                | Naam             | Ploeg                   | Tijd     |
| Winnaar                                               | Marianne Vos     | Jumbo-Visma             | 3u37'16" |
| 2                                                     | Megan Jastrab    | DSM                     | z.t.     |
| 3                                                     | Shari Bossuyt    | Canyon-SRAM             | z.t.     |
| 4                                                     | Linda Riedmann   | Jumbo-Visma             | z.t.     |
| 5                                                     | Karolina Kumięga | Valcar-Travel & Service | z.t.     |

### 2e etappe
| Woensdag 10 augustus: Orust - Strömstad (153,4 km) |                   |                      |          |
| Plaats                                             | Naam              | Ploeg                | Tijd     |
| Winnaar                                            | Marianne Vos      | Jumbo-Visma          | 3u46'42" |
| 2                                                  | Emilia Fahlin     | FDJ-Suez-Futuroscope | z.t.     |
| 3                                                  | Barbara Guarischi | Movistar             | z.t.     |
| 4                                                  | Megan Jastrab     | DSM                  | z.t.     |
| 5                                                  | Alexandra Manly   | BikeExchange Jayco   | z.t.     |

### 3e etappe
| Donderdag 11 augustus: Moss - Sarpsborg (118,8 km) |                       |                      |          |
| Plaats                                             | Naam                  | Ploeg                | Tijd     |
| Winnaar                                            | Marianne Vos          | Jumbo-Visma          | 3u04'40" |
| 2                                                  | Cecilie Uttrup Ludwig | FDJ-Suez-Futuroscope | z.t.     |
| 3                                                  | Shari Bossuyt         | Canyon-SRAM          | z.t.     |
| 4                                                  | Alexandra Manly       | BikeExchange Jayco   | z.t.     |
| 5                                                  | Gladys Verhulst       | Le Col-Wahoo         | z.t.     |

### 4e etappe
| Vrijdag 12 augustus: Askim - Mysen (127,7 km) |                 |                    |          |
| Plaats                                        | Naam            | Ploeg              | Tijd     |
| Winnaar                                       | Alexandra Manly | BikeExchange Jayco | 2u53'44" |
| 2                                             | Chloe Hosking   | Trek-Segafredo     | z.t.     |
| 3                                             | Laura Tomasi    | UAE Team ADQ       | z.t.     |
| 4                                             | Alice Barnes    | Canyon-SRAM        | z.t.     |
| 5                                             | Anouska Koster  | Jumbo-Visma        | z.t.     |

### 5e etappe
| Zaterdag 13 augustus: Vikersund - Norefjell (132,9 km) |                       |                      |          |
| Plaats                                                 | Naam                  | Ploeg                | Tijd     |
| Winnaar                                                | Cecilie Uttrup Ludwig | FDJ-Suez-Futuroscope | 3u26'24" |
| 2                                                      | Liane Lippert         | DSM                  | + 1"     |
| 3                                                      | Julie Van de Velde    | Plantur-Pura         | + 31"    |
| 4                                                      | Josie Nelson          | Coop-Hitec Products  | + 38"    |
| 5                                                      | Alexandra Manly       | BikeExchange Jayco   | z.t.     |

### 6e etappe
| Zondag 14 augustus: Lillestrøm - Halden (153,4 km) |                   |                |          |
| Plaats                                             | Naam              | Ploeg          | Tijd     |
| Winnaar                                            | Marianne Vos      | Jumbo-Visma    | 4u01'25" |
| 2                                                  | Shari Bossuyt     | Canyon-SRAM    | z.t.     |
| 3                                                  | Barbara Guarischi | Movistar       | z.t.     |
| 4                                                  | Sofia Bertizzolo  | UAE Team ADQ   | z.t.     |
| 5                                                  | Lucinda Brand     | Trek-Segafredo | z.t.     |

## Klassementenverloop
De gele trui wordt uitgereikt aan de rijdster met de laagste totaaltijd.
 De groene trui wordt uitgereikt aan de rijdster met de meeste punten van de etappefinishes.
 De bolletjestrui wordt uitgereikt aan de rijdster met de meeste behaalde punten uit bergtop passages.
 De witte jongerentrui wordt uitgereikt aan de eerste rijdster tot 23 jaar in het algemeen klassement.
| Etappe         | Winnaar               | Algemeen klassement   | Puntenklassement | Bergklassement | Jongerenklassement | Ploegenklassement       |
| -------------- | --------------------- | --------------------- | ---------------- | -------------- | ------------------ | ----------------------- |
| 1              | Marianne Vos          | Marianne Vos          | Alison Jackson   | Amber Kraak    | Megan Jastrab      | Valcar-Travel & Service |
| 2              | Marianne Vos          | Marianne Vos          | Alison Jackson   | Amber Kraak    | Megan Jastrab      | DSM                     |
| 3              | Marianne Vos          | Marianne Vos          | Alison Jackson   | Amber Kraak    | Shari Bossuyt      | UAE Team ADQ            |
| 4              | Alexandra Manly       | Marianne Vos          | Alison Jackson   | Amber Kraak    | Shari Bossuyt      | UAE Team ADQ            |
| 5              | Cecilie Uttrup Ludwig | Cecilie Uttrup Ludwig | Alison Jackson   | Amber Kraak    | Neve Bradbury      | DSM                     |
| 6              | Marianne Vos          | Cecilie Uttrup Ludwig | Alison Jackson   | Amber Kraak    | Neve Bradbury      | DSM                     |
| Eindklassement | Eindklassement        | Cecilie Uttrup Ludwig | Alison Jackson   | Amber Kraak    | Neve Bradbury      | DSM                     |